# عرب 48 (موقع ويب)
عرب 48 (Arab48) هو موقعٌ إخباريٌ عربي، تأسس في منتصف تسعينيات القرن العشرين، وتقع مكاتبه في حيفا. سُميَّ الموقع نسبةً إلى عرب 48، وهم الفلسطينيون الذين يعيشون داخل حدود إسرائيل (بحدود الخط الأخضر، أي خط الهدنة 1948). يُغطي الموقع الأخبار الفلسطينية العربية والدولية والشؤون الإسرائيلية والأخبار المحلية في داخل الخط الأخضر، كما ينتقد السياسات الإسرائيلية عامةً والاتفاقيات بين إسرائيل والدول العربية.

## التاريخ
تذكر المصادر أنَّ موقع عرب 48 كان قد تأسس في منتصف تسعينيات القرن العشرين، وتولى آنذاك إدارته الصحافي الراحل أحمد أبو حسين، بينما تُشير مصادر أخرى أنَّ الموقع تأسس عام 1999 ميلاديًا.

### المضايقات
تعرض الموقع في يونيو (حزيران) 2008 إلى اعتداءٍ من منظمةٍ يهوديةٍ متطرفة، حيث «تمكنت من ضرب مضامينهما وثبتت مكانها رمز الحركة وشعارات عنصرية تدعو لقتل العرب»، حيث نشروا «مضامين يمينية تحريضية ضد الفلسطينيين وكلمات النشيد الوطني الإسرائيلي (هَتِكْڤاه) إلى جانب شعار حركة كاخ التي أسسها اليميني المتطرف مائير كاهانا وشعار حركة كهانا حاي المكملة لنهج كاخ»، كما كتبوا «أنتم قتلة قساة تشكلون الخطر على جميع العالم، وتشكلون الخطر على الأطفال، وأطفالكم أيضًا، تقتلون بلا سبب، تختطفون الجنود الإسرائيليين، تطلقون النار على مواطنين إسرائيليين أبرياء، تقتلون وتقتلون وتقتلون.. نحن نتمنى لكم جميعًا موتًا مؤلمًا وموجعًا». اكتشفت إدارة الموقع هذا الاعتداء بعد ساعاتٍ وقامت بإصلاحه، حيث وضحت بأنَّ «نحن ننظر بعين الخطورة إلى محاولة إسكات صوت هذا الموقع الذي يعكس الوقائع والتحليلات الوطنية والمهنية، من وجهة نظر فلسطينية مُطلعة ومتابعة.. مُخرّبو حركة كاهانا من اليمين الصهيوني لن ينجحوا في تثبيط عزيمتنا، كما لم ينجحوا في السابق».
حُجب الموقع في سبتمبر (أيلول) 2012 في قطاع غزة، حيث كان وزير الاتصالات وتكنولوجيا المعلومات في حكومة غزة أسامة العيسوي قد أصدر قرارًا بشأن فلترة وحجب المواقع المخلة بالآداب والتعليمات المتعلقة به. طالبت إدارة الموقع الحكومة في غزة بتوضيح أسباب الحجب، ليتبين أنَّ الحجب كان عن طريق الخطأ، حيث وضح الوزير أنَّ «موقع عرب 48، لا يشمله قرار الحجب عازياً المشكلة إلى أنه ربما خطأ فني في الشركة»، كما بينَّ مدير العلاقات العامة في وزارة الاتصالات سمير حمتو «إن الوزارة لم تتلق أي طلب أو شكوى من قبل القائمين على إدارة الموقع يفيد بأنه تم حجب موقعهم عن التصفح في غزة، موضحًا إن حدث حجب للموقع قد يكون بسبب خطأ غير مقصود وستعمل الوزارة على حل المشكلة في حال توجه أصحاب الموقع للوزارة».
كما تعرض الموقع في أبريل (نيسان) 2015 إلى هجماتٍ إلكترونيةٍ متعددة، حيث وصفها رئيس تحرير الموقع بأنها «هي الأخطر من بين الهجمات التي سبق أن تعرض لها في مشواره الطويل»، حيث ظهر موقعٌ يحمل نفس الاسم ولكن مع إضافة حرف "s" إلى الرابط ليكون (arabs48.com)، وكان ذلك عن طريق شركةٍ أمريكية، ثم بدأ هذا الموقع المزيف بنسخ الموقع الأصلي كاملًا. كما سيطرت الهجمات على حسابات مواقع التواصل الاجتماعي، ثم بدأت بنشر المواد من الموقع المزيف. فذكر رئيس تحرير الموقع «إننا لا نعلم الجهة التي تقوم بهذه الهجمة. لقد بدأت الهجمة منذ أسابيع بعد أن استولى القراصنة على نطاق (دومين) الموقع عن طريق الاحتيال، ولا نزال نحاول التوصل إلى حلول تقنية وقضائية بأسرع وقت ممكن». عينت إدارة المواقع مُحاميين متخصصين في مجال الجرائم الإلكترونية في فلسطين وخارجها لمتابعة القضية، كما قامت بتقديم شكاوى لدى الشرطة والجهات المختصة.
حُجب الموقع في يوليو (تموز) 2017 في السعودية، حيث وضح القائمين على الموقع بأنَّ «السلطات السعودية حجبت الموقع عن المتصفحين فيها دون الإعلان عن الأسباب»، مكملًا «أن الإجراء السعودي مسّ خطير بحرية الرأي والصحافة، وتعتيم على المواطن السعودي ومحاولة عزله عن العالم الخارجي كما في أحلك الأنظمة الشمولية»، وذكر الموقع بأنَّ قرار الحجب جاء بسبب نشر الموقع «لتقارير صحافية أجنبية (غربية وإسرائيلية) عن العلاقات الإسرائيلية السعودية السرية، والفرحة الإسرائيلية بتعيين محمد بن سلمان وليًا للعهد»، كما اعتبرت إدارة الموقع أنَّ الحجب جاء أيضًا لما يحمله الموقع من «قيم ومبادئ ديمقراطية وتقدمية ووطنية ومساندته للشعوب العربية في نضالها من أجل الحرية وضد الطائفية والمذهبية السياسية، وبالأساس بسبب مواقفه المناهضة للتطبيع مع الاحتلال الإسرائيلي على جميع المستويات».

## مجلة فسحة
يُدير الموقع مجلةً إلكترونيةً ثقافية فلسطينية تُسمى «فُسْحَة»، كانت قد تأسست عام 2015، وانطلقت في فبراير (شباط) 2016. تُعرف المجلة نفسها على أنها «فُسْحات المجلّة أدبيّة، وفكريّة، وموسيقيّة، وبصريّة، وأدائيّة، وغير ذلك؛ تسعى هيئة تحريرها إلى استكتاب كاتبات وكتّاب، صحافيّات وصحافيّين، ناقدات ونقّاد، فنّانات وفنّانين، ليقدّموا في إطارها مساهماتهم حول مختلف قضايا الثقافة الفلسطينيّة وتجلّياتها، وتناول موضوعات الثقافة العربيّة والعالميّة، بأقلام فلسطينيّة»، كما ذكرت أنَّ اسمها يدل على «المساحة الحرّة والمفتوحة، ويتضمّن كذلك معنى الرحلة؛ وقد اختير اسمًا للمجلّة لأنّه يُجْمِلُ رؤياها وهدفها في أن تكون مساحة واسعة وغير مقيّدة للإبداع والفكر، ورحلة دائمة في عوالم الثقافة الفلسطينيّة».

## وصلات خارجية
- الموقع الرسمي